# Bezbrudy
Bezbrudy (lub Bezbródy; ukr. Безброди) – wieś w obwodzie lwowskim, w rejonie złoczowskim na Ukrainie. Miejscowość liczy 491 mieszkańców.

## Położenie
Na podstawie Słownika geograficznego Królestwa Polskiego i innych krajów słowiańskich: Bezbrudy to „wieś w powiecie złoczowskim, położona dwie mile austriackie na północ od Glinian i ok. milę na południe od Buska i Krasnego”.

## Historia
3 maja 1939 poświęcono Dom Ludowy TSL w Bezbrudach.
Do 19 lipca 2020 r. w rejonie buskim. 